# Afrotyphlops rouxestevae
Afrotyphlops rouxestevae — вид змій родини сліпунів (Typhlopidae). Ендемік Камеруну.

## Поширення і екологія
Afrotyphlops rouxestevae відомі за типовим зразком, зібраним в околицях міста Дуала. Вони живуть у вологих тропічних лісах.